# Bandeira de Florianópolis
A bandeira municipal de Florianópolis foi instituída pela Lei Municipal nº 1.409, em 17 de março de 1976, quando a cidade completava 250 anos de emancipação político-administrativa.
A bandeira é formada por um retângulo branco cortado por duas faixas vermelhas, que são as cores do estado. No centro, figura o brasão de armas municipal, com a exclusão dos dois tenentes — nome dado às figuras que suportam o escudo.